# François de Casembroot

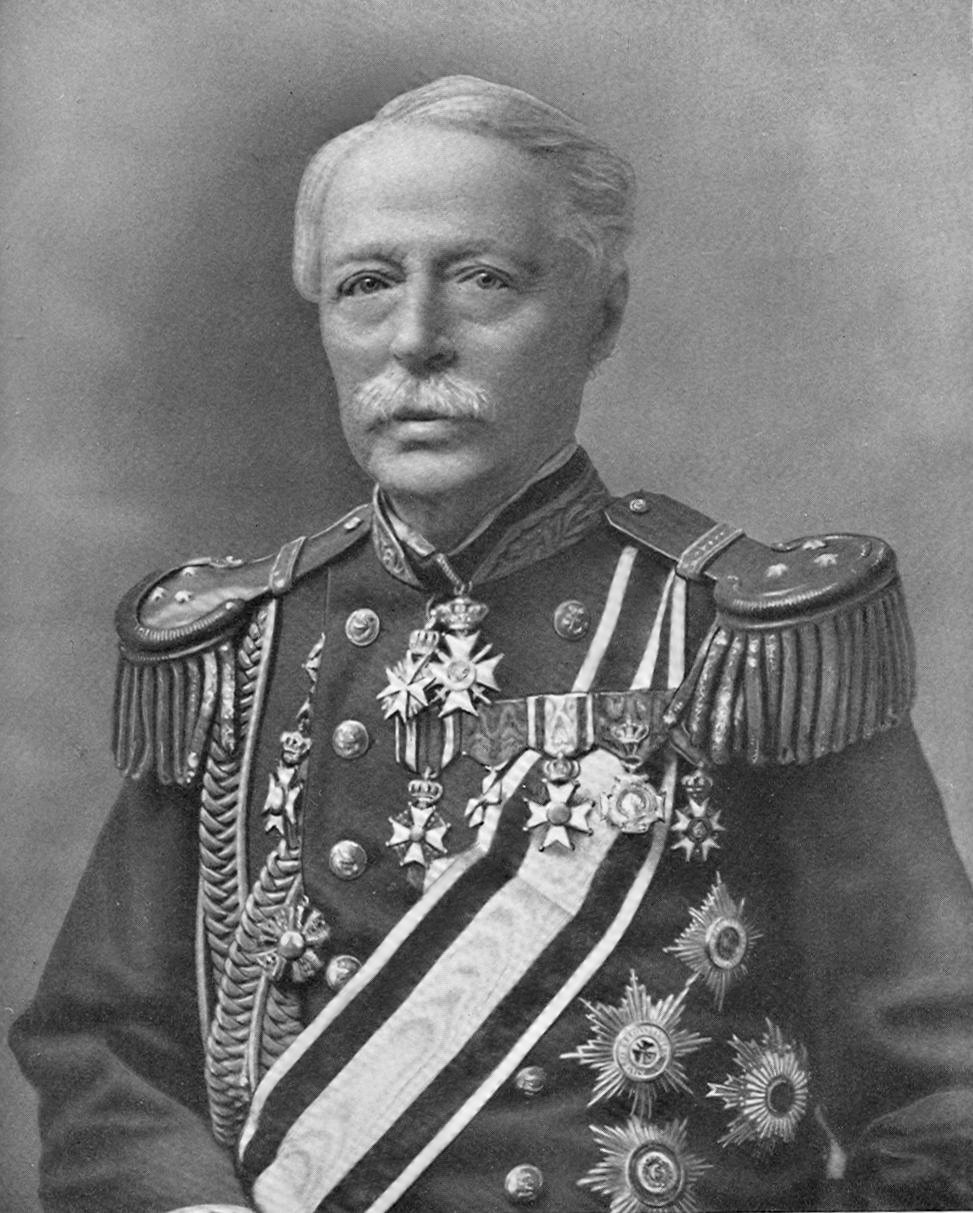
François de Casembroot vers 1894

François de Casembroot (Liège, 26 juillet 1817- La Haye, 14 avril 1895) est un officier de la marine royale néerlandaise.

## Biographie
Il est nommé commandant de la corvette à vapeur Medusa qui croise le long des côtes japonaises pendant les années 1862 à 1864. Le 11 juillet 1863, son bâtiment est attaqué dans le détroit de Shimonoseki par les navires et les batteries de Mōri Takachika daimyo du clan Chōshū. Il doit livrer combat pour se dégager et parvient à sauver son navire qui subit cependant d'importantes avaries. Quatre marins néerlandais sont tués dans l'affrontement et cinq autres blessés. 
L'année suivante, en septembre 1864, de Casembroot  participe, toujours avec la Medusa au bombardement de Shimonoseki lors de l'expédition navale alliée de représailles contre le clan Chōshū.
De retour aux Pays-Bas, de Casembroot est félicité pour son comportement et anobli tandis que ses hommes sont décorés.
Il rédige en 1865 une relation de ses aventures intitulées : De medusa in wateren van Japan (la Medusa dans les eaux japonaises).

## Distinctions
- Grand officier de l'ordre d'Orange-Nassau
- Officier de la Légion d'honneur
- Commandeur de l'ordre du Lion néerlandais